# Lito Vitale
Héctor Facundo Vitale, más conocido como Lito Vitale (Villa Adelina, provincia de Buenos Aires 1 de diciembre de 1961) es un compositor, multinstrumentista, productor y arreglista argentino.
Durante su larga carrera, incursionó en una amplia gama de géneros, como el tango, el folklore de proyección, el rock, el jazz y, en general, la fusión. Entre los grupos que lideró, cabe destacar el trío Vitale-Baraj-González, el Lito Vitale Cuarteto, y su dúo con Juan Carlos Baglietto.
Cuenta en su haber con cuatro premios Konex y un disco de oro en España por su álbum "Ese amigo del alma".

## Biografía
Talentoso pianista, a corta edad comenzó a tocar el piano que estaba en su casa, aprendiendo de su padre Rubens Vitale, también músico. Junto con otros colegas músicos vecinos del partido de San Isidro en el Gran Buenos Aires, formaron la cooperativa de música «MIA» (iniciales de «Músicos Independientes Asociados») cuando contaba sólo doce años. «MIA» se hizo popular en los ambientes de rock progresivo a fines de los años 1970.
Otros músicos empezaron a través de MIA, incluyendo a su hermana Liliana, a la cantante Verónica Condomí, y a los instrumentistas Juan del Barrio y Daniel Curto. En 1982 cuando Lito Vitale estaba en pareja con Verónica Condomí tuvo a la hija de ambos: Mariela Vitale más conocida por el nombre artístico Emme.
Después de «MIA», Vitale comenzó una serie de colaboraciones con muchos músicos argentinos. Actuó y grabó con Dino Saluzzi, luego con Bernardo Baraj (saxo) y con Lucho González (guitarra) formó el grupo «El Trío». Esta formación adaptó clásicos de tango, milonga, y folclore, siendo muy populares entre los estudiantes, audiencias de jazz, y programadores de radio, una especie de equivalente local de artistas del sello ECM como Pat Metheny o el cuarteto europeo de Keith Jarrett. 
En 1988 fundó el Lito Vitale Cuarteto (con Marcelo Torres, Manuel Miranda y Christian Judurcha), cuyo álbum debut "Ese Amigo de Alma" se convirtió en disco de oro en España y se vendió 200,000 copias solo en Argentina. Otros discos importantes como "La Senda Infinita" o "La Cruz del Sur" refrendaron a Vitale como una de las figuras destacadas dentro de las nuevas músicas. 
Realizó varias colaboraciones con Patricio Rey y sus Redonditos de Ricota en algunos de sus discos como invitado, por ejemplo en Gulp! (en el tema "Ñam fri frufi fali fru"), La Mosca y la Sopa (en el tema "Blues de la Artillería") y Luzbelito (en los temas "Blues de la Libertad", "Mariposa Pontiac - rock del país" y "Rock Yugular") y también en Último Bondi a Finisterre (en los temas "Drogocop" y "La Pequeña Novia del Carioca"). 
En los años 1990 grabó tangos con Juan Carlos Baglietto, recibiendo un Premio Grammy de música latina por dicha colaboración en el año 2000. También durante esos años, grabó jazz con Lucho González y con el flautista Rubén Izarrualde. Con esta formación asistió al Festival de Jazz de Montreux de 1998.
Vitale ha compuesto bandas de sonido para muchas películas argentinas.

## Premios
Obtuvo el prestigioso Premio Konex en cuatro oportunidades: como arreglista en 1995, 2015 y 2025, y como instrumentista en 2005. 
En 2022 fue reconocido Personalidad Destacada de la Ciudad de Buenos Aires en el ámbito de la cultura por la Legislatura de la Ciudad Autónoma de Buenos Aires.

## Discografía parcial

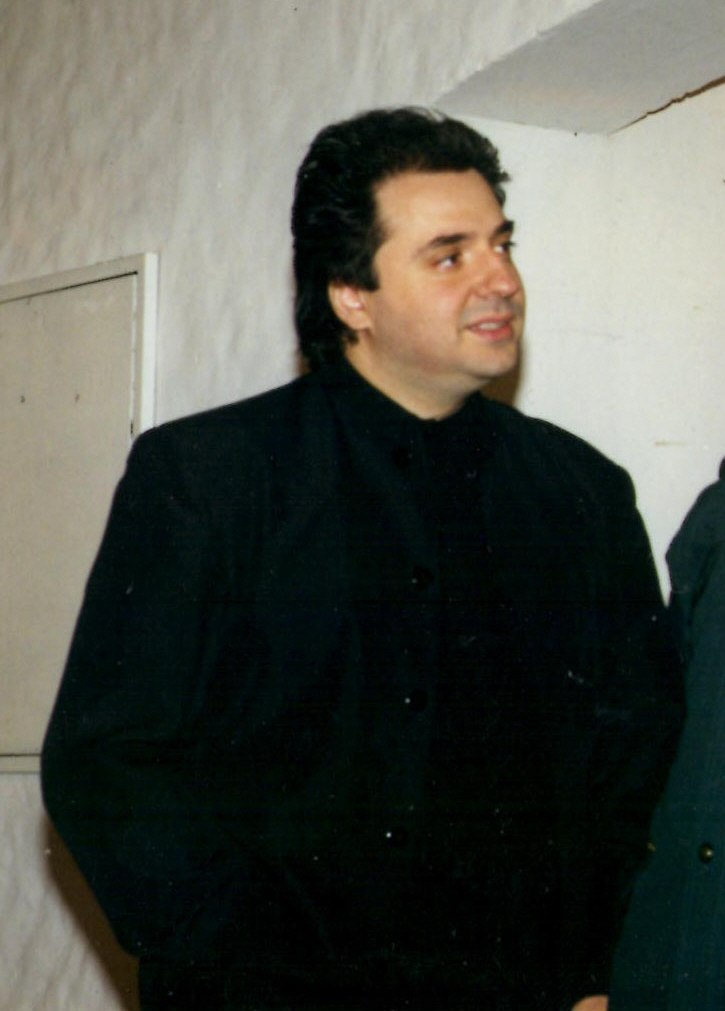
Lito Vitale

- Nota: Los discos grabados con «MIA» y «El Trío» no se recogen.

| - 1981: Sobre miedos, creencias y supersticiones - CICLO 3 - 1983: Quitapenas - CICLO 3 - 1984: A 2 pianos - en vivo, junto a Manolo Juárez - CICLO 3 - 1985: Cumbo-Vitale-González - CICLO 3 - 1985: Solo - CICLO 3 - 1987: Lito Vitale Cuarteto - CICLO 3 - 1987: En solitario - CICLO 3 - 1988: Ese amigo del alma - CICLO 3 1. Recuerdos en Mi bemol 2. Estar entre nosotros 3. La vida es un tango 4. Estar vivo hoy 5. Ese amigo del alma - 1989: La senda infinita - CICLO 3 - 1990: Viento sur - CICLO 3 - 1991: La excusa - CICLO 3 - 1991: Un día antes de ayer - CICLO 3 - 1991: Kuarahy - CICLO 3 - 1992: Sobre riesgos y memorias - CICLO 3 - 1993: Lito Vitale y La cruz del sur - CICLO 3 - 1993: Juntando almas - CICLO 3 - 1994: Más allá del mar - CICLO 3 - Cuentos de la media luna - 1995: Juntando almas II - La memoria del tiempo - CICLO 3 - 1995: Pantallas - CICLO 3 - 1996: Solo piano - CICLO 3 - 1997: Laberinto sin ley - CICLO 3 - 1997: Cuando el río suena - EMI ODEON - 1997: Tracción a cuerda - HELVENS - 1997: Pantalla de Agua - HELVENS - El grito sagrado, 1998 - 1998: Desde casa - EMI ODEON - 1998: Un Mundo próximo - EMI ODEON - 2000: Día del Milenio - CICLO 3 - 2001: Todos estos años (6 CD) - CICLO 3 - 2002: Música para soñar y reposar - Volumen I: Rock argentino - CICLO 3 - 2002: Música para soñar y reposar - Volumen II: Tango y Foklore argentino - CICLO 3 - 2002: Música para soñar y reposar - Volumen III: Originales - CICLO 3 - Un solo destino, 2002 - 2003: Nebbia & Vitale - La melancolía total, junto a Litto Nebbia - DISCOS MELOPEA S.A. - 2004: Cuatro calmas - SONY MUSIC - 2004: El hombre de la corbata roja - CICLO 3 - 2005: Vivo en Argentina (vivo) - CICLO 3 - 2006: Adiós hermano cruel - CICLO 3 - 2006: Escuchame en el Ruido Vol. 1 - CICLO 3 - 2006: Escuchame en el Ruido Vol. 2 - CICLO 3 - 2007: El otro - SONY BMG MUSIC ENTERTAINMENT ARGENTINA S.A. - 2008: Nuevo Trío - CICLO 3 - 2008: Serie de oro - Grandes Éxitos - EMI ODEON - 2013: Federal Tango - CICLO 3 |

## Filmografía
Música
- Anita (2009)
- Tocar el cielo (2007)
- Elsa y Fred (2005)
- El Nüremberg argentino (2004)
- Cabeza de tigre (2001)
- Ciudad del sol (2001)
- Invocación (2000)
- Policía corrupto (1996)
- Juego limpio (1996)
- Patrón (1995)
- La memoria del agua (1994)
- Siempre es difícil volver a casa (1992)
- Ya no hay hombres (1991)
- Diapasón (1986)
- El agujero en la pared (1982)

## Televisión
- Badía en concierto (2005-2007)
- Lito Vitale en la medianoche (2020-2021)
- La Peña de Morfi (2022)
- Anfitrión (2022-presente)
- Unísono (2022)
- Concierto con los Refugiados (2022)